# Newington (Oxfordshire)
Newington – wieś w Anglii, w hrabstwie Oxfordshire, w dystrykcie South Oxfordshire. Leży 14 km na południowy wschód od Oksfordu i 71 km na zachód od Londynu. W 2011 miejscowość liczyła 102 mieszkańców.